# Platynus russelli
Platynus russelli är en skalbaggsart som beskrevs av Barr. Platynus russelli ingår i släktet Platynus och familjen jordlöpare. Inga underarter finns listade i Catalogue of Life.